# Sjoerd Kooistra
Sjoerd Kooistra (* 18. März 1951 in Groningen; † 27. Juni 2010 in Ubbergen) war ein niederländischer Großgastronom und Unternehmer. Er wurde vor allem durch seine Drie-Gezusters-Cafés bekannt, machte aber auch durch seine umstrittenen Geschäftspraktiken von sich reden. Als seine finanziellen Probleme zu groß wurden, beging er 2010 Suizid.

## Gastronomischer Werdegang

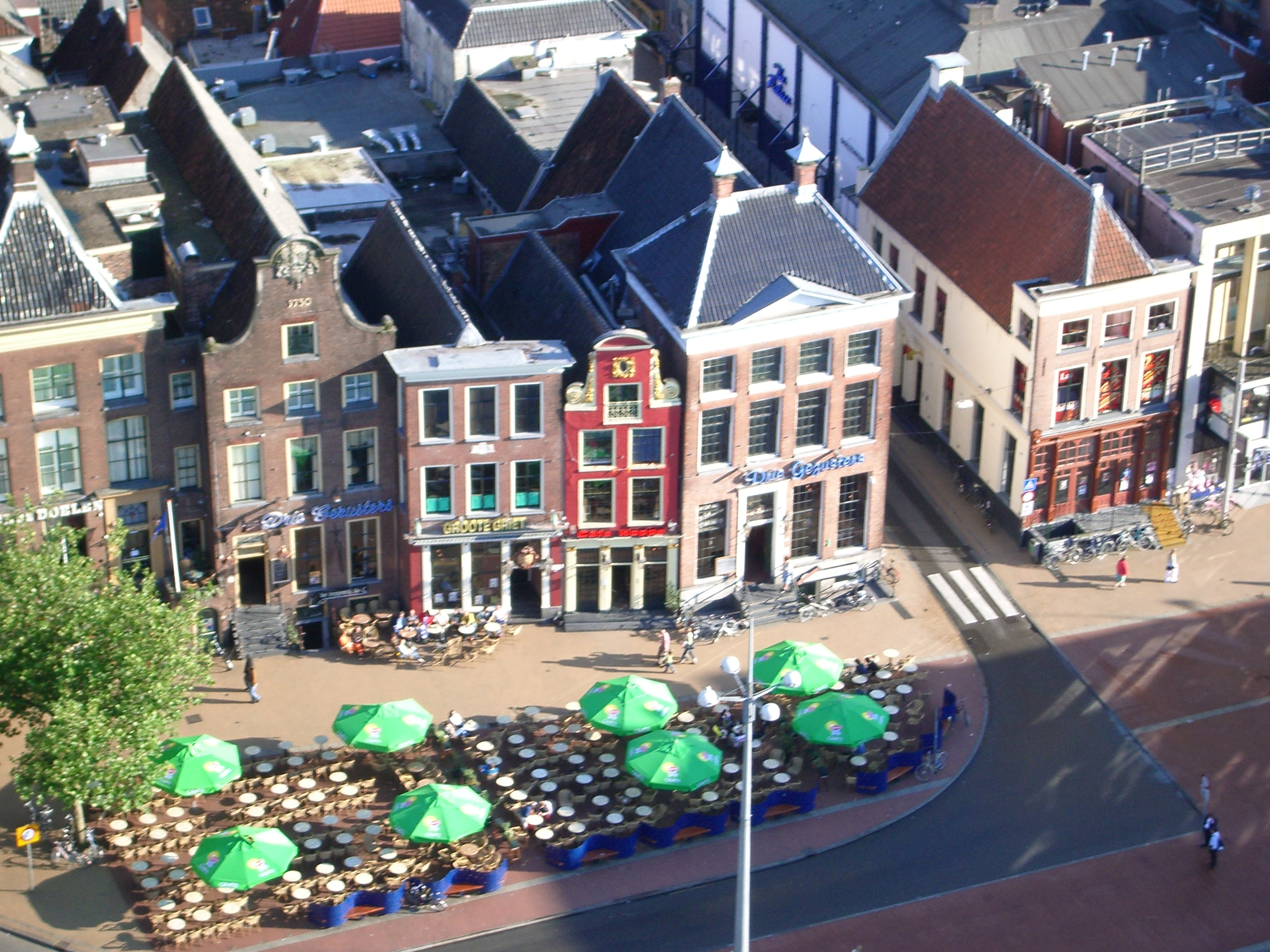
Café Drie Gezusters an der Südseite des Grote Markt in Groningen

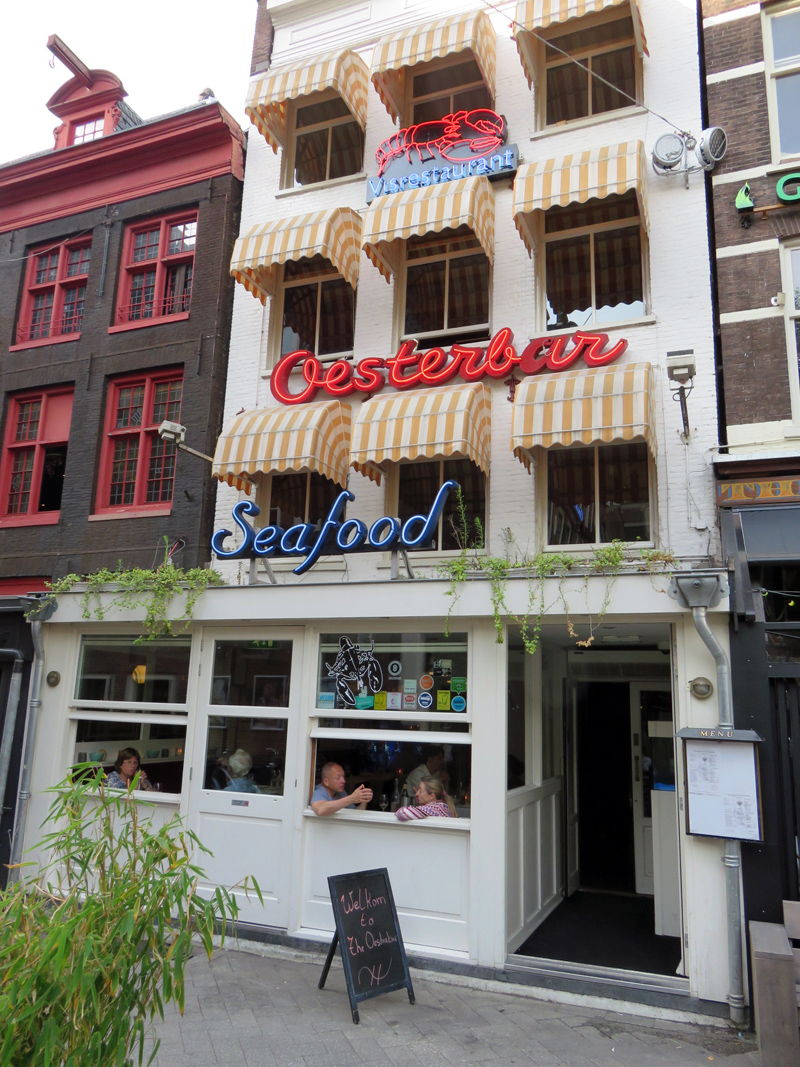
Die Oesterbar an dem Leidseplein in Amsterdam

Bereits Kooistras Vater war gastronomischer Unternehmer und besaß anfänglich nicht nur ein Cafe, sondern auch den Freizeitpark  De Vluchtheuvel (geschlossen 2007) in Norg (heute zu Noordenveld). Nach dem Tode des Vaters verkaufte Kooistra den Park und eröffnete zu Ende der 1970er Jahre in Groningen sein erstes eigenes Café mit Namen „Bommen Berend“. Kooistra éntwickelte ein Talent zum Aufkauf und Sanierung schlecht laufender Lokale. So gelang es ihm in den 1980er Jahren mehrere Cafés und Restaurants in Groningen zu erwerben. Ein großer Teil der Lokale befanden sich an der Südseite des Grote Markt, welche ab 2004 ausschließlich durch ihn betrieben wurden. Im Mittelpunkt steht dabei das Café Drie Gezusters, das innen in mehrere gastronomische Bereiche, darunter das Luxushotel „De Doelen“, aufgeteilt war und gleichzeitig 3.700 Gäste beherbergen konnte; nach Aussagen Kooistras der größte Bierausschank Europas.

## Kooistras Imperium
Der große Erfolg in Groningen ermunterte ihn im Land weitere Gastronomiebetriebe zu erwerben.
Kooistra selbst war aber nicht mehr am Betrieb seiner Gastronomiebetriebe beteiligt. Er führte sie in seine Holdinggesellschaft „Plassania Beheer BV“ ein, von wo aus sie an ein komplexes Netz von Pächtern und Genossenschaften verpachtet wurden, von denen einige später in Konkurs gingen. Er beschäftigte sich jedoch weiter intensiv mit dem Erwerb, dem Umbau und der Renovierung neuer Lokale. Seine Gastronomiebetriebe erzielten 2002 einen Umsatz von 65 Millionen Euro. Nach eigenen Angaben besaß er 2010 die Anzahl von 85 gastronomischen Stätten, die meisten davon in Groningen und Amsterdam. Ende August 2003 wurde bekannt, dass Kooistra die Amsterdamer Cafés Dante und Hoppe gekauft hatte. Damit wurde er zum größten Gaststättenunternehmer in Amsterdam.
In Amsterdam war er auch Inhaber der sechs bekanntesten Schwulenlokale in der Reguliersdwarsstraat. Ihm gehörten in dieser Stadt unter anderem auch das Café Cox und die Bodega Keijzer. Letztere wurde im Jahr 2006 wieder verkauft, da sein mittlerweile schlechter Ruf die Umsätze belastete. Bis zu seinem Tod im Jahr 2010 besaß er die Cafés Luxembourg, Dante, Dantzig, Heineken Hoek und The Three Sisters am Rembrandtplein und Leidseplein.
Am 31. Juli 2006 erwarb Kooistra die weithin bekannte Diskothek De Danssalon in Eindhoven. Die extravagant eingerichtete Vergnügungsstätte war ein Anziehungspunkt für viele Freunde der Technokultur mit DJs von Fedde Le Grand und Marco V. Es galt als der IT-Club des Südens. Das Gebäude wurde mit vier Millionen Euro einer umfassenden Renovierung unterzogen und am 9. Oktober 2008 als „De Drie Gezusters“ eröffnet.
2008 pachtete Kooistra im gleichen Jahr verschiedene Lokale in Enschede, darunter „De Kater“ und das „Gran Café“ und übernahm somit 100 Mitarbeiter. Er baute die beiden Lokale zu einem „De Drie Gezusters“ um. Die Neueröffnung, verbunden mit der werbewirksamen Ausgabe von Freibier, war am 9. April 2009.

### Liste
(in Klammern das Jahr des Erwerbs)
- Nijmegen (1996)
- Tilburg (2001)
- Amsterdam (2003)
- Breda (2003)
- Den Bosch (2005)
- Eindhoven (2006)
- Enschede (2008)

Kooistra soll laut der niederländischen Finanzzeitschrift Quote im gleichen Jahr einen Vertrag mit der Brauerei Heineken über den künftig weiteren Vertrieb seines Konzepts De Drie Gezusters über von Heineken zu vergebendes Franchising unterzeichnet haben. Laut diesem Vertrag sollte Kooistra weiter über die Namensrechte verfügen und behielt sich vor auch die Umbauten vorzunehmen.

## Umstrittene Geschäftspraktiken
Im Februar 2003 wurde Kooistra verurteilt 1,2 Millionen an zu wenig gezahlten Sozialversicherungsbeiträgen nachzusteuern.
Am 7. Oktober 2003 wurden zwei Geschäfte von Kooistra in Groningen per Gerichtsbeschluss geschlossen: De Brasserie in der Poelestraat und Het Pakhuis in der Peperstraat. Diese wurden nicht direkt von Kooistra geführt, sondern von der Gesellschaft „Verenigde Horecabedrijven Amsterdam bv.“ in den Händen des Groningers Michiel van der L. und Ron K. aus Zuidwolde. Während des Konkursverfahrens wurde festgestellt, dass während diesem noch 362.000 Euro aus dem Betrieb gezogen wurden.
Im März 2004 entschied das Gericht in Assen in einem von Kooistra angestrengten Zivilverfahren, dass Kooistra tatsächlich für die Insolvenzen seiner Pächter haftbar ist. Das Gericht stellte fest, dass es sich um eine „rein fiktive Konstruktion“ handelte, um Kooistra vor dem Konkurs zu bewahren und gewährte die Pfändung des Inventars einer bankrotten Pizzeria. Um seinen sechs anderen Lokalen am Grote Markt das gleiche Schicksal zu ersparen, zahlte Kooistra 450.000 Euro.
In einem 2007 geführten Gerichtsprozess wegen Insolvenzbetrugs wurden die beiden Inhaber der BV zu Gefängnisstrafen von fünfzehn Monaten verurteilt.
Am 14. April 2004 ordnete ein gerichtlich bestellter Sachwalter die Sicherungsvollstreckung von drei Geschäften von Kooistra in Amsterdam an. Für ein viertes Geschäft, das Heineken Hoek, ordnete er die sofortige Schließung an. Dieses wurde jedoch am Abend wieder eröffnet, nachdem die Anwälte von Kooistra Geld und eine Bankgarantie vorgelegt hatten. In der Stadt Groningen wurden sechs Geschäfte von Kooistra gepfändet.
Kooistra kam Anfang 2004 ins Gerede nachdem Ende Januar Das namhafte Restaurant De Oesterbar Insolvenz anmelden musste. Mitarbeiter zeigten Kooistra wegen betrügerischem Bankrotts an. Einige Wochen zuvor war im Auftrag des Amsterdamer Bürgermeisters Job Cohen eine Untersuchung zu den Praktiken Kooistras eingeleitet worden. Darüber hinaus wurde Kooistra von mehreren ehemaligen Eigentümern der von ihm erworbenen Immobilien der Erpressung gezichtigt.
Anfang August 2004 wurde eine Fernsehdokumentation über Kooistra ausgestrahlt. Zwei Wochen später wurde bekannt, dass Kooistra das Café Cox, die Restauration in der Amsterdamer Stadsschouwburg Amsterdam, wegen Auflösung des Mietvertrags nach „mehrfachem Zahlungsverzug“ räumen musste. Außerdem soll er ehemaligen Mitarbeitern der „De Oesterbar“ Geld angeboten haben damit sie von weiteren Veröffentlichungen absehen.
Für die Amsterdamer Behörden waren diese Ereignisse Grund genug, verdächtige Anträge auf Erteilung von Gaststättenlizenzen vorübergehend abzulehnen. Kooistra stimmte im Jahr 2004 auch der Bedingung zu, dass sein Name auf den Gaststättenlizenzen genannt werden musste. Zudem musste er persönlich finanziell stark an dem gepachteten Betrieb beteiligt sein.
Danach beteiligte sich Kooistra über die „Gouden Kooi BV“ mit 51 % oder mehr an den Aktien der Gesellschaften, die seine Lokale in Amsterdam pachteten. Einige Zeit später wurden die Anteile der „Gouden Kooi BV“ auf seine Nichte Grietje van der Veen übertragen. Nach Ansicht von Kooistra stand dies nicht im Widerspruch zu den getroffenen Verpflichtungen.
Im Jahr 2008 war Kooistra die Nummer 222 im niederländischen Index Quote 500 der vermögendsten Menschen des Landes. Sein Vermögen wurde auf 130 Millionen Euro geschätzt. 2004 angestellte Recherchen des Journalisten Bart Middelburg der Zeitung Het Parool ergaben jedoch, dass Kooistra weit weniger reich war als angenommen und sich in großem Umfang Geld von seinem eigenen Unternehmen lieh. Bis April 2004 war die Gesamtverschuldung seiner Verwertungsgesellschaft laut Middelburg auf 84 Millionen Euro gestiegen.
Die umstrittene Vorgehensweise Kooistras beschrieb die Zeitung De Gelderlander so: „Man kauft ein Lokal von einigem Ruf in guter Lage, renoviert und verpachtet es, vorzugsweise über eine zwischengeschaltete GmbH. Das gesamte Lokal bleibt in Ihrem Besitz. Sie handeln die Miete und ein Viertel des Umsatzes aus, die wöchentlich in bar zu zahlen sind. Sie werden immer einen Kellner oder Barkeeper finden, der sich endlich selbständig machen will. So ein Mensch arbeitet hart und stellt nach einiger Zeit fest, dass die Fixkosten zu hoch sind; mindestens drei Wochen im Monat muss er arbeiten, um Kooistra zu bezahlen, der auch alle Lieferantenrabatte kassiert. Es kommt zum Konkurs, Kooistra ist offensichtlich nicht beteiligt und die Gläubiger bleiben außen vor. Das Spiel beginnt dann mit einem neuen Mieter von vorne.“
Am 11. Mai 2010 führten Gerichtsvollzieher eine Razzia bei drei Adressen von Kooistra durch. Dabei handelte es sich um Kooistras Wohnung in Amsterdam, ein Anwesen in Ubbergen und eine Villa in Groningen. Kooistra soll Heineken rund zwei Millionen Euro schulden, vor allem aufgrund von Mietrückständen aus Kneipen in Amsterdam. Das Amsterdamer Amtsgericht entschied zuvor, am 231. März 2010, dass Kooistra und einige mit ihm verbundene Unternehmen wie „Gouden Kooi BV“, „Kropa Exploitatie BV“ und seine Verwaltungsgesellschaft „Plassania“ die ausgebliebene Miete an Heineken zahlen müssen. Sollte er nicht zahlen, könnten die Amsterdamer Gaststätten Dante, Three Sisters, Luxembourg und April geräumt werden.

## Tod und Nachwirkungen
Kooistra wurde am 28. Juni 2010 in seiner Wohnung in Ubbergen tot aufgefunden. Sein Freund und Anwalt Oscar Hammerstein vermutete sofort einen Selbstmord. Hammerstein beschuldigte die Bierbrauerei Heineken, mit der Kooistra in langjährigen geschäftliche Streitigkeiten verwickelt war, Kooistra in den Tod getrieben zu haben. In einem Schreiben vom 22. Juni 2010 soll Heineken erklärt haben, nur dann zu Gesprächen über den Streit bereit zu sein, wenn Kooistra sich vollständig öffnet, persönlich bürgt und einen Vorschuss von zwei Millionen Euro überweist. Heineken erklärte in einer Antwort an Kooistra, es habe einen Rettungsplan angeboten.
Nach Angaben seines Lebenspartners Loorbach soll Kooistra zum Zeitpunkt seines Todes auch schwer erkrankt sein. Er nahm in den Jahren vor seinem Tod stark ab und soll Haut- wie auch Darmkrebs gehabt haben.
Danach wurden die juristischen Anstrengungen seitens Heineken vorläufig ausgesetzt. Auch die bereits angesetzten Räumungen von Kooistra-Lokalen in Amsterdam wurde gestoppt. Die Brauerei AB Inbev, die am 30. Juni eine angesetzte Aussprache mit Kooistra hatte, ließ über ihren Sprecher Ronald Panis mitteilen, dass sie eine Klage gegen die Gesellschaft „Plassania Beheer“ anstrengen wird. Am 13. September 2010 wurde die Insolvenz von Plassania Beheer erklärt.
Die Schließung der von Kooistra geführten Lokale führte auf der Reguliersdwarsstraat zu einer starken Beeinträchtigung des schwulen Nachtlebens. Erst 2011 konnten die Lokale mit neuen Betreibern wieder ihren Betrieb aufnehmen. Dies wurde auch mit einem Straßenfest unter Beteiligung der lokalen Politik gefeiert.
Am 15. Oktober wurde der erste Konkursbericht veröffentlicht, aus dem hervorging, dass Kooistra große Geldsummen aus seinem Unternehmen entnahm, um seinen luxuriösen Lebensstil zu finanzieren. So soll 2008 der Betrag von 12 Millionen Euro, 2009 die Summe von 10 Millionen Euro und 2010 drei Millionen Euro entnommen worden sein. Die Schulden seines Unternehmens wurden zunächst auf 150 Millionen Euro festgestellt. Alleine Heineken forderte „mindestens“ 43,3 Millionen Euro von Kooistras Firma Plassania, bei Grolsch standen 2,4 Millionen Euro aus und Inbev trat mit 12,6 Millionen Euro als Gläubiger in Erscheinung.
Kooistras Ehemann Dick Loorbach, als eingesetzter Alleinerbe, hat sein Erbe ausgeschlagen und durch ein Gericht in Arnhem seine persönliche Vermögenslosigkeit feststellen lassen. Die zu dieser Zeit durch Gläubiger an ihn gestellten Forderungen an ihn würden scheitern: „er besitze keinen Cent und sei zum Betteln verurteilt“.
Im Dezember 2010 wurde Kooistras Landhaus Rozendal am Rijksstraatweg 33 in Ubbergen mit Möbeln, Gemälden und anderen wertvollen Gegenständen für eineinhalb Millionen Euro versteigert. Der Verschiedene hatte 2003 noch 2.650.000 Euro dafür bezahlt.
2020 war das Konkursverfahren von Plassania immer noch nicht abgeschlossen. Erst im Oktober 2019 fand ein Prüfungstermin statt, bei dem die Gläubiger ihre Forderungen nachweisen müssen. Es galt 5,8 Millionen Euro aus der bis dahin ermittelten Konkursmasse zu verteilen. Hingegen standen Forderungen von 123 Gläubigern in Höhe von zusammen 117.334.313,62 Euro aus.